# Életmentés
Az életmentés a közvetett vagy a közvetlen életveszélyben lévő személyek veszélyeztetett helyről történő mentése.

## Az életmentés főbb szabályai
„42. § (1) Az életveszélybe került személyek mentését - mint az első és legfontosabb feladatot - akár anyagi károkozásával is el kell végezni.

(2) Közvetlen életveszélyben lévőnek kell tekinteni mindazokat, akik olyan helyzetben, állapotban, körülmények között vannak, amelyek alkalmasak az emberi életfunkciók megszüntetésére vagy súlyos károsítására, és ezekből saját erejüknél fogva nem képesek kimenekülni.

(3) Közvetett életveszélyben lévőnek kell tekinteni azokat, akik a közvetlen életveszélyből saját erejüknél fogva képesek menekülni, továbbá mindazokat, akik az életmentés nélkül közvetlen életveszélybe kerülhetnek.

(4) A mentési sorrendet a tűzoltásvezető dönti el. A mentési sorrend meghatározásához a helyszínen tartózkodó orvos, vagy mentőtiszt véleményét lehetőség szerint ki kell kérni. A veszélyeztetett személy mentését - annak akarata ellenére is - végre kell hajtani.

(5) Az életmentést, ha kényszerítő körülmény másként nem indokolja, legalább két személynek kell végrehajtania.

(6) A tűzoltásvezető az életmentés elrendelésekor dönt

a) a közvetlenül vagy közvetetten életveszélybe kerültek mentéséről,

b) a kiürítési és mentési útvonalak kijelöléséről, biztosításának módjáról,

c) az életmentés sorrendjéről, módjáról, eszközeiről,

d) a életmentést végrehajtók parancsnokának kijelöléséről.

(7) Az életmentés során olyan mentési módot kell választani, ami a mentendő és a életmentést végző személyekre nézve a legkisebb kockázattal jár. Életmentésre, kiürítésre mindig a legbiztonságosabb, legkedvezőbb természetes útvonalat kell választani. Ennek hiányában a tűzoltásvezető döntése alapján a tűzoltóság és más szervezet gépi eszközei, kézi létrái, kötéltechnikai és egyéb mentőeszközei is használhatók. A mentési útvonalak biztonságát az életmentés teljes ideje alatt biztosítani kell.”